# Michel Herr

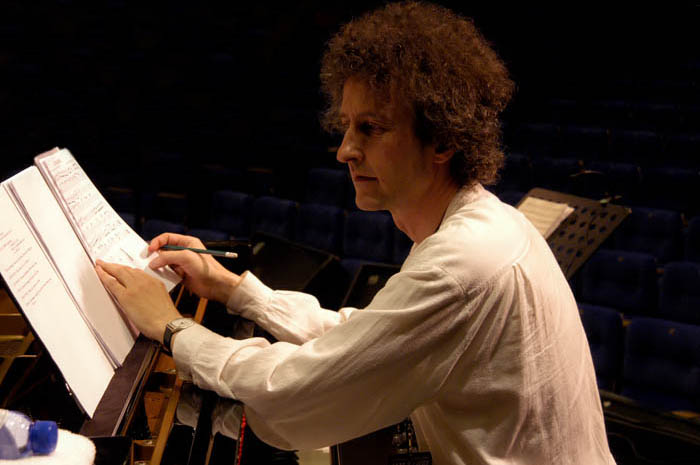
Michel Herr (2004)

Michel Herr (* 16. Februar 1949 in Brüssel) ist ein belgischer Jazzpianist, Komponist und Arrangeur.

## Leben und Wirken
Herr ist seit den 1970er Jahren in der Jazz-Szene aktiv. 1974 trat er mit Wolfgang Engstfelds und Uli Beckerhoffs Gruppe Jazz-Track auf. Er spielte u. a. mit Joe Lovano, Joe Henderson, Chet Baker, Archie Shepp, Charlie Mariano, Johnny Griffin, Lee Konitz, Bill Frisell, Randy Brecker, Art Farmer, Pepper Adams, John Abercrombie, Lew Tabackin, Palle Mikkelborg, Palle Danielsson, Paolo Fresu, Aldo Romano, Riccardo Del Fra, Jean-François Jenny-Clark, Daniel Humair, Richard Galliano, Norma Winstone, Philip Catherine, Steve Houben und Bert Joris. Seit 1984 war er regelmäßiger Begleiter von Toots Thielemans auf seinen Tourneen und Konzerten.
Herr leitete im Laufe seiner Karriere mehrere eigene Gruppen, beginnend mit der Fusion-Band „Solis Lacus“ in den 1970er Jahren. Mit Wolfgang Engstfeld leitete er ein Quartett (mit dem Schlagzeuger Leroy Lowe und wechselnden Bassisten), mit Lowe und Hein van de Geyn ein Trio („Intuitions“ 1989), mit Engstfeld, Bert Joris, Riccardo Del Fra und Dré Pallemaerts das „Michel Herr European Quintet“ („Notes of Life“, Igloo), mit Streichern erweitert zu „Michel Herr Unexpected Encounters“ und die neunköpfige „Michel Herr & Life Line“ (u. a. mit Houben, Bert Joris). Mit seinen Bands spielt er häufig eigene Kompositionen, die er u. a. auch für das „Brussels Jazz Orchestra“ (Suite für David Linx 2007) und die von ihm geleitete ACT Big Band arrangiert. Außerdem spielt er im „Fabrice Alleman Quartet“ („Loop the Loop“ 1998, „Side of Life“).